# Dalhain
Dalhain település Franciaországban, Moselle megyében. Lakosainak száma 98 fő (2022. január 1.). Dalhain Bellange, Bréhain, Burlioncourt, Château-Bréhain, Haboudange és Vannecourt községekkel határos.

## Népesség
A település népességének változása:
| Lakosok száma | 139  | 114  | 108  | 115  | 122  | 115  | 110  | 107  | 104  | 98   |
|               | 1968 | 1982 | 1990 | 2006 | 2013 | 2015 | 2017 | 2019 | 2020 | 2022 |